# Ruggero Franceschini
Ruggero Franceschini OFMCap (* 1. September 1939 in Saltino, Gemeinde Prignano sulla Secchia, Provinz Modena, Italien; † 30. Dezember 2024 in Reggio Emilia) war ein italienischer Geistlicher und römisch-katholischer Metropolit und Erzbischof von Izmir und Apostolischer Administrator des Apostolischen Vikariates Anatolien in der Türkei. Er war Vorsitzender der türkischen Bischofskonferenz.

## Leben
Ruggero Franceschini trat 1955 der Ordensgemeinschaft der Kapuziner bei, legte 1960 Profess ab und empfing 1963 die Priesterweihe. Nach weiteren Studien und Promotionen in Philosophie und klassischen Sprachen an der Päpstlichen Universität Gregoriana in Rom und der Università Cattolica del Sacro Cuore in Mailand lehrte er am Seminar der Kapuziner in Parma.
Neben verschiedenen Ämtern im Kapuzinerorden war er seit 1985 Oberer der Kapuzinerkustodie in der Türkei.
Papst Johannes Paul II. ernannte ihn 1993 zum Titularbischof von Sicilibba und bestellte ihn zum Apostolischen Vikar des Apostolisches Vikariats von Anatolien. Die Bischofsweihe spendete ihm am 3. Oktober 1993 der Kardinalpräfekt der Kongregation für die orientalischen Kirchen, Achille Silvestrini; Mitkonsekratoren waren der Erzbischof von Izmir, Giuseppe Germano Bernardini, und der Erzbischof von Camerino-San Severino Marche, Francesco Gioia. 2004 wurde er zum Erzbischof von Izmir ernannt.
Er war Vorsitzender der türkischen Bischofskonferenz.
Nach der Ermordung von Luigi Padovese wurde er durch Papst Benedikt XVI. zudem zum Apostolischen Administrator für Anatolien bestellt.
In den beiden ihm anvertrauten Bistümern ließ er viele Kirchen in Zusammenarbeit mit den kommunalen Behörden renovieren, etwa 1998 die historische Kirche Mater Dolorosa von Samsun. Die Kathedralkirche St. Johannes Evangelist in Izmir wurde am 29. Oktober 2013 nach Kündigung des Vertrages mit der NATO der Öffentlichkeit frei zugänglich gemacht und ein Dompfarrer ernannt.
Vor dem Papstbesuch in der Türkei vom 28. bis 30. November 2014 brachte Erzbischof Franceschini seine Hoffnung zum Ausdruck, dass Papst Franziskus auch Zeit zum Besuch syrischer und irakischer Flüchtlingsfamilien im Apostolischen Vikariat Anatolien (= „im Süden“) finden werde. Innerhalb des engen zeitlichen Rahmens sprach Papst Franziskus daraufhin in der Heilig-Geist-Kathedrale in Istanbul zu jugendlichen Flüchtlingen.
Am 7. November 2015 nahm Papst Franziskus seinen altersbedingten Rücktritt als Erzbischof von Izmir an.